# Dusmetia euripersiae
Dusmetia euripersiae är en stekelart som beskrevs av Trjapitzin 1962. Dusmetia euripersiae ingår i släktet Dusmetia och familjen sköldlussteklar.
Artens utbredningsområde är Armenien. Inga underarter finns listade i Catalogue of Life.